# Montenegro Airport
Montenegro Airport är en flygplats i Brasilien.   Den ligger i kommunen Montenegro och delstaten Rio Grande do Sul, i den södra delen av landet, 1 600 km söder om huvudstaden Brasília. Montenegro Airport ligger 18 meter över havet.
Terrängen runt Montenegro Airport är platt. Närmaste större samhälle är Montenegro, 4,4 km nordost om Montenegro Airport.
I omgivningarna runt Montenegro Airport växer i huvudsak städsegrön lövskog. Runt Montenegro Airport är det tätbefolkat, med 257 invånare per kvadratkilometer.